# Trichorhina thermophila
Trichorhina thermophila là một loài chân đều trong họ Platyarthridae. Loài này được Dollfus miêu tả khoa học năm 1896.